# Giovanni Balbi di Robecco
Giovanni Balbi di Robecco, noto anche con il soprannome Mino (Genova, 19 novembre 1883 – Genova, 24 novembre 1964), è stato un calciatore, aviatore e tennista italiano.

## Biografia
Appartenente ad una famiglia nobile di origine alessandrina, infatti poteva fregiarsi del titolo di Conte, dopo una breve carriera calcistica con la maglia del Genoa, si dedicò al tennis dove ottenne i maggiori successi.
Appassionatosi alla nascente aviazione, nel 1909 si rivolse al cantiere navale di Ugo Costaguta a Voltri per la realizzazione di un monoplano, partendo da un progetto abbozzato dallo stesso Balbi. L'aereo venne completato agli inizi del 1910 e venne battezzato "Issione" dal poeta Mario Maria Martini, amico del Balbi: il velivolo aveva una fusoliera a sezione triangolare e montava un motore Anzani da 24 cavalli. Il velivolo costò al nobile L.15.000. Balbi si recò con il suo "Issione" all'aeroporto di Cameri ove l'ingegnere Clovis Thouvenot aveva aperto una scuola di volo. Il velivolo riscontrò alcuni problemi, soprattutto al motore, ma il Balbi continuò ad utilizzarlo nei suoi voli. Il mezzo del Balbi fu uno dei primi velivoli costruiti in Italia, contemporaneo a quello ben più noto costruito dal piemontese Mario Faccioli.
Morì a Genova il 24 novembre 1964 all'età di 81 anni.

### Calciatore
Cresciuto calcisticamente nel Genoa, nel 1904 vinse con i rossoblu la Seconda Categoria, una sorta di campionato giovanile ante-litteram, battendo nella finale del 17 aprile 4 a 0 la squadra riserve della Juventus.
La stagione seguente è ancora tra le file della seconda squadra. Il 26 febbraio partecipa alla rotonda vittoria dei rossoblu per 4 a 0 contro l'Andrea Doria II che permise la vittoria nelle eliminatorie liguri.
Al Genoa rimase per cinque stagioni, dove collezionò solo due presenze, fu impiegato nel ruolo di portiere e ala destra continuando a giocare soprattutto nella squadra riserve.
L'esordio ufficiale in prima squadra tra i rossoblu è datato 19 marzo 1905, nella vittoria esterna per tre a due contro l'US Milanese. In quella stagione si piazzò con il club ligure al secondo posto del Girone nazionale alle spalle dei campioni della Juventus.
Fu impiegato nell'amichevole inaugurale del nuovo campo sportivo di San Gottardo dell'8 dicembre 1907 contro l'equipaggio della nave britannica Canopic.

### Tennista
Lasciato il calcio si dedicò al tennis, entrando nel Tennis Club Genova 1893, dove ottenne 9 titoli italiani, di cui 4 in singolare e 5 nel doppio.
Vinse i campionati italiani assoluti di tennis in singolare del 1914, 1921, 1926 e 1927. In doppio ottenne il successo nel 1914, 1920, 1921, 1922 e 1926.
Inoltre nel 1914 vinse il Torneo Internazionale di Napoli.
Difese anche i colori dell'Italia con due presenze in Coppa Davis e la partecipazione alle Olimpiadi di Anversa 1920, non andando però a medaglie.
Nel 1922 vinse il Torneo di Monte Carlo, superando in finale e in tre set il francese Alain Gerbault.

## Palmarès

### Calcio

#### Club

##### Competizioni nazionali
- Seconda Categoria: 1

Genoa II: 1904

### Tennis

#### Tornei internazionali
- Campionato Partenopeo 1914 - singolare
- Monte-Carlo 1922 - singolare

#### Tornei nazionali
- 4 Campionati assoluti - singolare
- 5 Campionati assoluti - doppio